# Congosto de Ventamillo
El congost de Ventamillo (congustro del Bentamillo en benasquès, també anomenat congost o estret del Ru en català) és un accident geogràfic que dona accés a la vall de Benasc situada a la Ribagorça, a Aragó, travessat pel riu Éssera al seu pas entre les poblacions de Seira i El Ru. És una enorme escletxa, amb parets verticals de més de 300 metres, d'uns 2.200 metres de llargària al seu tram més angost, que abraça fins a 10 km en total, per la qual transcorre la carretera N-260, construïda al 1916. La fesomia de la zona són bàsicament roques calcàries i el lloc on les glaceres descendien del massís de la Maladeta i baixaven de les muntanyes.
Fa gairebé 40.000 anys, el lloc del congost de Ventamillo es trobava sepultat per la glacera de l'Éssera, amb unes vastes dimensions de fins a 36 km i 800 metres de gruix en determinats llocs. Durant el desglaç d'aquesta glacera, els corrents d'aigua que circulaven per aquest indret van anar erosionant la roca fins a originar aquest singular pas.
Actualment, el congost de Ventamillo gaudeix d'una flora de clima atlàntic, encara que abans del període de les glaciacions, que han esculpit la fisonomia de l'indret, el clima de la zona era tropical. De manera excepcional, trobem una planta que no existeix en cap altre lloc del món, Petrocopsis pseudoviscosa. També hi proliferen altres plantes molt habituals en valls i muntanyes del planeta, com són Sempervivum o la borraina.
En aquest escarpat indret, resideix una au de petites dimensions anomenada treparriscos o moixón de la neu, característica d'aquesta vall, a més d'altres aus rapinyaires com l'aufrany, voltor comú, xoriguer, falcó pelegrí, àguila marcenca i trencalòs. La privilegiada situació d'aquest enclavament ha sigut aprofitada per centenars d'aventurers per a realitzar esports d'aventura com barranquisme, escalada, ràfting, kayaking i excursionisme per la llera del riu Éssera.